# Василий Суворов
Васи́лий Ива́нович Суво́ров (1705 - 1775) e руски офицер, генерал-аншеф.
Той е син на генералния войскови писар Иван Григориевич Суворов (1670 – 1715), кръщелник на Петър Велики, и баща на прочутия пълководец генералисимус Александър Суворов.
Бил е генерал-губернатор на завоюваната от Прусия територия (1861-1862).